# Joel (Name)
Joel bzw. Joël ist ein männlicher Vorname biblischer Herkunft, der auch als Familienname auftritt.

## Herkunft und Bedeutung
Der Name geht auf den hebräischen Namen יוֹאֵל jōʾēl zurück. Er setzt sich aus dem Gottesnamen יהוה jhwh und dem Element אֵל ʾēl „Gott“ zusammen und bedeutet: „der Herr ist Gott“.
Es handelt sich dabei um einen Bekenntnisnamen, wie er in der Spätzeit üblich war. In der Bibel wird dieser Name neben dem Propheten Joel von 14 weiteren Personen getragen.

## Verbreitung
Der Name Joel ist international verbreitet.
Besonders populär ist der Name derzeit in Finnland, wo er im Jahr 2021 auf Rang 10 der beliebtesten Jungennamen stand. In Israel ist der Name mäßig beliebt. Im Jahr 2020 belegte er Rang 157 der Hitliste.
In Deutschland ist Joel seit den 1980er Jahren verbreitet. Im Jahr 2010 erlangte der Name mit Rang 35 seine bislang höchste Platzierung in den Vornamenscharts. Seitdem sank die Beliebtheit, sodass Joel nur noch mäßig häufig vergeben wird (Rang 161, Stand 2021). Joel wird in Deutschland besonders häufig als Zweitname vergeben.

## Aussprache
Aufgrund seiner internationalen Nutzung variiert auch die Aussprache des Namens in den verschiedenen Sprachen.
- Deutsch: [ˈjo.el], [ˈjo.ɛl]
- Englisch: [ˈd͡ʒoʊ.əl], [ˈd͡ʒoʊl]
- Finnisch: [ˈjo.el]
- Französisch: [ˈʒɔ.ɛl]
- Hebräisch:
  - Althebräisch: [joː.ˈʔeːl]
  - Ivrit: [jɔ̝.ˈʔɛ̝l]
- Italienisch: [ˈd͡ʒɔ.el]
- Portugiesisch: [ʒo.ˈɛɫ], [ʒo.ˈɛʊ]
- Spanisch: [xo.ˈel]

## Varianten

### Männliche Varianten
- Färöisch: Jóel
- Französisch: Joël
  - Provenzalisch: Joèl
- Griechisch: Ἰωήλ Iōēl
- Hebräisch: יוֹאֵל jōʾēl
- Isländisch: Jóel
- Italienisch: Gioele, Joele
  - Latein: Iohel
- Niederländisch: Joël
- Portugiesisch: Joel
  - Galicisch: Xoel
- Spanisch: Yoel

### Weibliche Varianten
- Deutsch: Joele, Joela
- Englisch: Joella, Joelle
- Französisch: Joëlle
- Niederländisch: Joëlle, Joëlla

## Namenstag
Der Namenstag von Joel wird nach dem Propheten am 13. Juli oder 19. Oktober gefeiert.

## Biblische Namensträger
- Joel, Sohn Petuels, Prophet und Autor des gleichnamigen biblischen Buchs
- Joel, erstgeborener Sohn des Propheten Samuel (1 Sam 8,2 EU, 1 Chr 6,18 EU)
- Joel, ein Fürst in Simeon zur Zeit Hiskias (1 Chr 4,35 EU)
- Joel, ein Nachkomme Rubens und Vater des Schemaja (1 Chr 5,4.8 EU)
- Joel, ein Fürst der Gaditer in Baschan zur Zeit Jotams und Jerobeams (1 Chr 5,12 EU)
- Joel, ein Nachkomme Levis und Vorfahr Samuels (1 Chr 6,21 EU)
- Joel, ein Sohn Jisrachjas und Nachkomme Tolas (1 Chr 7,3 EU)
- Joel, ein Offizier von König David, Bruder eines Nathan (1 Chr 11,38 EU)
- Joel, Familienoberhaupt des Leviten Gerschon zur Zeit Davids (1 Chr 15,7.11 EU)
- Joel, der Sohn Ladans und Aufseher über die Tempelschätze (1 Chr 23,8 EU, 1 Sam 2,22 EU)
- Joel, der Sohn Pedajas, Fürst in Manasse zur Zeit Davids (1 Chr 27,20 EU)
- Joel, ein Levit zur Zeit Hiskias (2 Chr 29,12 EU)
- Joel, ein Israelit, der sich von einer heidnischen Frau trennte (Esr 10,43 EU)
- Joel, der Sohn Sichris, nach der Gefangenschaft Vorsteher der Benjaminiter in Jerusalem (Neh 11,9 EU)

## Vorname

### Joel
- Joel, König des christlich-nubischen Königreiches von Dotawo, der um 1485 regierte

#### A
- Joel Agee (* 1940), US-amerikanischer Schriftsteller und Übersetzer
- Joel Alarcón (* 1981), peruanischer Fußballschiedsrichter
- Joel Anthony (* 1982), kanadischer Basketballspieler
- Joel Armia (* 1993), finnischer Eishockeyspieler
- Joel Asaph Allen (1838–1921), US-amerikanischer Zoologe und Ornithologe

#### B
- Joel Barlow (1754–1812), US-amerikanischer Dichter, Staatsmann und Schriftsteller
- Joel Woolf Barnato (1895–1948), britischer Automobilrennfahrer und Finanzier, siehe Woolf Barnato
- Joel Barnett (1923–2014), britischer Politiker
- Joel Basman (* 1990), Schweizer Schauspieler
- Joel Beckett (* 1973), britischer Schauspieler
- Joel Benjamin (* 1964), US-amerikanischer Schachspieler
- Joel Berger (* 1937), ungarischer Rabbiner und Hochschullehrer
- Joel Birlehm (* 1997), deutscher Handballtorwart
- Joel Blahnik (* 1938), US-amerikanischer Komponist und Lehrer
- Joel Blunier (* 1974), Schweizer Politiker
- Joel Brand (1906–1964), ungarisch-deutscher Zionist und Verbandsfunktionär
- Joel Brown, US-amerikanischer klassischer Gitarrist
- Joel Brown (* 1980), US-amerikanischer Leichtathlet

#### C
- Joel Campbell (* 1992), costa-ricanischer Fußballspieler
- Joel Casamayor (* 1971), kubanischer Boxer
- Joel Bennett Clark (1890–1954), US-amerikanischer Politiker
- Joel Coen (* 1954), US-amerikanischer Filmregisseur, -produzent und Drehbuchautor, siehe Ethan und Joel Coen

#### D
- Joel Dion-Poitras (* 1987), kanadischer Radrennfahrer
- Joel Dorius (1919–2006), US-amerikanischer Literaturwissenschaftler und Hochschullehrer
- Joel Dorn (1942–2007), US-amerikanischer Musikproduzent und Labelgründer
- Joel Dufter (* 1995), deutscher Eisschnellläufer

#### E
- Joel Edgerton (* 1974), australischer Filmschauspieler
- Joel Eipe (* 1997), dänischer Badmintonspieler
- Joel Ekstrand (* 1989), schwedischer Fußballspieler
- Joel El-Qalqili (* 1984), deutscher Ruderer
- Joel Embiid (* 1994), kamerunischer Basketballspieler
- Joel Eriksson (* 1984), schwedischer Eisschnellläufer
- Joel Eriksson (* 1998), schwedischer Automobilrennfahrer
- Joel Eriksson Ek (* 1997), schwedischer Eishockeyspieler

#### F
- Joel Fabiani (* 1936), US-amerikanischer Schauspieler
- Joel Feinberg (1926–2004), US-amerikanischer Philosoph
- Joel Fisher (* 1947), US-amerikanischer Objektkünstler, Zeichner und Bildhauer
- Joel Forbes (* 1956), US-amerikanischer Jazzmusiker
- Joel Frahm (* 1970), US-amerikanischer Jazzmusiker

#### G
- Joel Gerezgiher (* 1995), deutsch-eritreischer Fußballspieler
- Joel Glazer (* 1970), US-amerikanischer Unternehmer und Sportfunktionär
- Joel Godard (* 1938), US-amerikanischer Moderator
- Joel Goldsmith (1957–2012), US-amerikanischer Komponist
- Joel Gretsch (* 1963), US-amerikanischer Schauspieler
- Joel Grey (* 1932), US-amerikanischer Schauspieler
- Joel Griffiths (* 1979), australischer Fußballspieler
- Joel Guzman (* 19**), US-amerikanischer Musiker

#### H
- Joel Emmanuel Hägglund, eigentlicher Name von Joe Hill (1879–1915), US-amerikanischer Arbeiterführer, Sänger und Liedermacher
- Joel Hailey (* 1971), US-amerikanischer Musiker
- Joel Chandler Harris (1848–1908), US-amerikanischer Journalist und Schriftsteller
- Joel Tyler Headley (1814–1897), US-amerikanischer Schriftsteller
- Joel Hefley (* 1935), US-amerikanischer Politiker
- Joel Helleny (1956–2009), US-amerikanischer Jazzposaunist
- Joel Hilgenberg (* 1962), US-amerikanischer American-Football-Spieler
- Joel Hirschhorn (1937–2005), US-amerikanischer Komponist und Songschreiber
- Joel Houston (* 1979), australischer Sänger und Liedermacher

#### I
- Joel Isasi (* 1967), kubanischer Sprinter

#### J
- Joel Jacob (* 1992), antiguanischer Fußballspieler
- Joel Jones (* 1981), US-amerikanischer Basketballspieler

#### K
- Joel Kaye (1940–2022), US-amerikanischer Jazzmusiker und Bigband-Leader
- Joel Keussen (* 1991), deutscher Eishockeyspieler
- Joel Kinnaman (* 1979), schwedisch-US-amerikanischer Schauspieler
- Joel Kwiatkowski (* 1977), kanadischer Eishockeyspieler

#### L
- Joel Lamela (* 1971), kubanischer Sprinter
- Joel Lebowitz (* 1930), US-amerikanischer Physiker
- Joel Lindpere (* 1981), estnischer Fußballspieler
- Joel Lundqvist (* 1982), schwedischer Eishockeyspieler
- Joel Lungelu (* 2003), deutscher Basketballspieler
- Joel Lynch (* 1987), britischer Fußballspieler

#### M
- Joel Mason (1912–1995), US-amerikanischer American-Football-Spieler und Basketballtrainer
- Joel Matip (* 1991), deutsch-kamerunischer Fußballspieler
- Joel Matteson (1808–1873), US-amerikanischer Politiker
- Joel McCrea (1905–1990), US-amerikanischer Schauspieler
- Joel McNeely (* 1959), US-amerikanischer Filmmusikkomponist
- Joel Hastings Metcalf (1866–1925), US-amerikanischer Astronom
- Joel Meyerowitz (* 1938), US-amerikanischer Fotograf
- Joel Milburn (* 1986), australischer Leichtathlet
- Joel Mogorosi (* 1984), botswanischer Fußballspieler
- Joel Monaghan (* 1982), australischer Rugby-League-Spieler
- Joel Mondo (* 1988), deutscher Basketballspieler
- Joel Moore (* 1964), britischer Basketballspieler
- Joel David Moore (* 1977), US-amerikanischer Schauspieler
- Joel Mull (* 1975), schwedischer DJ und Musikproduzent
- Joel Murray (* 1963), US-amerikanischer Schauspieler und Regisseur

#### O
- Joel Otto (* 1961), US-amerikanischer Eishockeyspieler

#### P
- Joel Pacas (* 1989), kanadischer Biathlet
- Joel Parker (1816–1888), US-amerikanischer Politiker
- Joel Pearson (* 1983), australischer Radrennfahrer
- Joel Perry (Musiker) (1953–2017), US-amerikanischer Jazzgitarrist
- Joel Samuel Polack (1807–1882), britischer Siedler in Neuseeland
- Joel Pohjanpalo (* 1994), finnischer Fußballspieler
- Joel Polis (* 1951), US-amerikanischer Schauspieler
- Joel Pritchard (1925–1997), US-amerikanischer Politiker
- Joel Prpic (* 1974), kroatisch-kanadischer Eishockeyspieler
- Joel Przybilla (* 1979), US-amerikanischer Basketballspieler

#### Q
- Joel Quenneville (* 1958), kanadischer Eishockeyspieler und -trainer

#### R
- Joel Rechlicz (* 1987), US-amerikanischer Eishockeyspieler
- Joel Rifkin (* 1959), US-amerikanischer Serienmörder
- Joel Roberts Poinsett (1779–1851), US-amerikanischer Arzt, Botaniker und Politiker
- Joel Rosenberg (1954–2011), kanadischer Schriftsteller
- Joel Rubin (* 1955), US-amerikanischer Klarinettist und Klezmermusiker

#### S
- Joel Sánchez (* 1964), mexikanischer Geher
- Joel Sánchez (* 1989), peruanischer Fußballspieler
- Joel Sánchez Ramos (* 1974), mexikanischer Fußballspieler
- Joel Sandelson (* 1994), britischer Dirigent
- Joel Sang (* 1950), estnischer Lyriker, Schriftsteller, Literaturkritiker und Verleger
- Joel Savage (* 1969), kanadischer Eishockeyspieler
- Joel Schumacher (1939–2020), US-amerikanischer Regisseur, Drehbuchautor und Produzent
- Joel Serkes (1561–1640), jüdischer Gelehrter und Dezisor
- Joel Shepherd (* 1974), australischer Schriftsteller
- Joel Siegel (1943–2007), US-amerikanischer Filmkritiker
- Joel Silver (* 1952), US-amerikanischer Filmproduzent
- Joel Smoller (1936–2017), US-amerikanischer Mathematiker
- Joel Soisson (* 1956), US-amerikanischer Filmproduzent, Regisseur und Drehbuchautor
- Joel Stebbins (1878–1966), US-amerikanischer Astronom
- Joel Sternfeld (* 1944), US-amerikanischer Fotograf
- Joel Stuehl (* 1982), deutscher Schauspieler
- Joel Surnow (* 1955), US-amerikanischer Produzent und Drehbuchautor
- Joel Sweeney (1810–1860), US-amerikanischer Musiker

#### T
- Joel Tenenbaum (* 1983), US-amerikanischer Student und Beklagter wegen Filesharings

#### W
- Joel Ward (* 1980), kanadischer Eishockeyspieler
- Joel Weiskopf (* 1962), US-amerikanischer Pianist, Komponist und Bandleader
- Joel Weisman (1943–2009), US-amerikanischer Arzt und AIDS-Forscher
- Joel West (* 1975), US-amerikanischer Schauspieler und Fotomodell
- Joel Whitburn (1939–2022), US-amerikanischer Sachbuchautor
- Joel-Peter Witkin (* 1939), US-amerikanischer Fotograf
- Joel Thomas Zimmerman, eigentlicher Name von deadmau5 (* 1981), kanadischer Musikproduzent

### Joël
- Joël Abati (* 1970), französischer Handballspieler
- Joël Bats (* 1957), französischer Fußballspieler
- Joël Chenal (* 1973), französischer Skirennläufer
- Joël Corminbœuf (* 1964), Schweizer Fußballspieler
- Joël Dakouri (* 1989), ivorischer Fußballspieler
- Joël Dicker (* 1985), frankophoner Schweizer Schriftsteller
- Joël Eisenblätter (* 1997), deutscher Schauspieler und Synchronsprecher
- Joël Epalle (* 1978), kamerunischer Fußballspieler
- Joël Fröhlicher (* 1982), Schweizer Eishockeyspieler
- Joël Gaspoz (* 1962), Schweizer Skirennfahrer
- Joël Emanuel Goudsmit (1813–1882), niederländischer Rechtswissenschaftler
- Joël Groff (* 1968), luxemburgischer Fußballspieler
- Joël Keller (* 1995), Schweizer Fußballspieler
- Joël Lautier (* 1973), französischer Schachspieler
- Joël Mall (* 1991), Schweizer Fußballspieler
- Joël Mercier (* 1945), französischer Geistlicher, Titularerzbischof von Rota
- Joël Mesot (* 1964), Schweizer Physiker
- Joël von Mutzenbecher (* 1988), Schweizer Komiker, Podcaster, Veranstalter, TV- und Radiomoderator sowie Schauspieler
- Joël Perrault (* 1983), kanadischer Eishockeyspieler
- Joël Quiniou (* 1950), französischer Fußballschiedsrichter
- Joël Robert (1943–2021), belgischer Motorradrennfahrer
- Joël Robuchon (1945–2018), französischer Koch und Gastronom
- Joël de Rosnay (* 1937), französischer Biologe, Informatiker, Schriftsteller und Unternehmer
- Joël Sami (* 1984), kongolesischer Fußballspieler
- Joël Scherk (1946–1980), französischer Physiker
- Joël Stein (1926–2012), französischer Maler, Grafiker und kinetischer Künstler
- Joël Tchami (* 1982), kamerunischer Fußballspieler

### Yoel
- Yoel Finol (* 1996a), venezolanischer Boxer
- Yoel Gamzou (* 1988), israelisch-amerikanischer Dirigent
- Yoel García (* 1973), kubanischer Dreispringer
- Yoel Hernández (* 1977), kubanischer Hürdenläufer
- Yoel Levi (* 1950), israelischer Musiker und Dirigent
- Yoel Mariño (* 1975), kubanischer Straßenradrennfahrer
- Yoel Rak (* 1946), israelischer Anatom und Paläoanthropologe

## Familiennamen
- Alexander Joel (* 1971), britischer Pianist und Dirigent
- Amos E. Joel (1918–2008), US-amerikanischer Elektroingenieur
- Anselm Otto Joel (1898–1961), deutscher Kommunalpolitiker
- Antje Joel (* 1966), deutsche Journalistin
- Aviva Joel (* 1949), israelische Schauspielerin
- Billy Joel (* 1949), US-amerikanischer Sänger und Pianist
- Charlotte Joël (1882 oder 1887–1943), deutsche Fotografin
- Curt Joël (1865–1945), deutscher Jurist, Verwaltungsbeamter und Politiker
- Delvin Joel (* 1997 oder 1998), vanuatische Fußballschiedsrichterin
- Diederrick Joel (* 1993), kamerunischer Fußballspieler
- Ernst Joël (1893–1929), deutscher Arzt
- Eugen Joel (1863–1911), deutscher Arzt und Kurheilanstaltsleiter
- Franziskus Joel (1508–1579), deutscher Pharmakologe und Mediziner
- Georg Joel (1898–1981), deutscher Politiker (NSDAP, DRP)
- Grace Joel (1865–1924), neuseeländische Malerin
- Günther Joël (Ministerialbeamter) (1899–1986), deutscher Jurist und Ministerialbeamter
- Günther Joël (1903–1978), deutscher NS-Jurist im Reichsjustizministerium
- Hans Theodor Joel (1892–1936), deutscher Journalist
- Hermann Joël (1821–1880), deutscher Rabbiner
- Karl Joël (1864–1934), deutscher Philosoph
- Karl Amson Joel (1889–1982), deutscher Textilkaufmann und -fabrikant
- Louis Joël (1823–1892), Schweizer Politiker
- Manuel Joël (1826–1890), deutscher Gelehrter und Rabbiner
- Otto Joel (1856–1916), italienischer Bankier
- Tilmann Joel (* um 1395–1461), kurkölnischer Rat
- William Joel, US-amerikanischer Informatiker, Komponist und Lyriker